# Jeremy Hunt (politicus)
Jeremy Richard Streynsham Hunt (Kennington, 1 november 1966) is een Brits politicus en voormalig zakenman. Hij is sinds 2005 lid van het Lagerhuis voor de Conservative Party voor het kiesdistrict Zuidwest-Surrey. Hij bekleedde verschillende ministersposten in de kabinetten van David Cameron en Theresa May. Hij was zes jaar minister van Volksgezondheid (2012-2018) en daarna een jaar minister van Buitenlandse Zaken (2018 - 2019). Tijdens het premierschap van Boris Johnson was hij geen lid van de regering. Van 14 oktober 2022 tot 5 juli 2024 was hij Chancellor of the Exchequer (minister van Financiën), eerst in het kabinet van Liz Truss en vanaf 25 oktober 2022 in het kabinet van Rishi Sunak.

## Biografie en loopbaan
Hunt is de zoon van sir Nicholas Hunt, een admiraal in de Britse marine. Hij studeerde filosofie, politiek en economie aan Magdalen College in Oxford, waar hij president was van de Oxford University Conservative Association. De latere conservatieve kopstukken David Cameron en Boris Johnson studeerden in die tijd ook in Oxford. Na zijn studie werkte hij twee jaar als leraar in Japan, en als organisatie- en publicrelationsadviseur. Hij richtte een bedrijf op dat gespecialiseerd was in informatie over studiemogelijkheden in het buitenland. De verkoop van dit bedrijf leverde hem later miljoenen op.
Hij werd in 2005 gekozen als lid van het lagerhuis voor het kiesdistrict Zuidwest-Surrey. Hij steunde David Cameron toen die zich later dat jaar kandidaat stelde voor het partijleiderschap. Toen Cameron in december 2010 gekozen werd tot partijleider, benoemde hij Hunt in zijn schaduwkabinet: hij werd eerst schaduwminister voor gehandicaptenzorg en daarna schaduwminister voor cultuur, media en sport. In 2010  werd Hunt na de voor de conservatieven goed verlopen Lagerhuisverkiezingen in het eerste kabinet Cameron minister van cultuur. Hij was ook verantwoordelijk voor de Olympische Spelen van 2012 in Londen. 
In 2012 werd hij minister van volksgezondheid, een post die hij ook in de kabinetten van Theresa May bekleedde. Onder zijn leiding werd een nieuw controversieel arbeidscontract voor beginnende artsen ingevoerd. Dit leidde voor het eerst in decennia tot stakingen van artsen in de National Health Service. In januari 2018 kreeg hij ook de portefeuille sociale zorg in Engeland. Hunt bleef minister van volksgezondheid tot juli 2018 en is daarmee de langst dienende minister op dat departement. In juli 2018 werd hij door Theresa May benoemd tot minister van buitenlandse zaken, nadat Boris Johnson ontslag had genomen.
Hij was een van de kandidaten om Theresa May op te volgen na haar aftreden als partijleider op 7 juni 2019. Hij verloor in de laatste stemronde van Boris Johnson.  Hunt zag af van een ministerspost in de regering-Johnson toen duidelijk werd dat hij de post buitenlandse zaken niet zou kunnen houden. Toen Johnson in juli 2022 aankondigde te zullen aftreden stelde Hunt zich kandidaat om hem op te volgen als partijleider en premier. Hij werd in de eerste ronde van de leiderschapsverkiezing uitgeschakeld en steunde vervolgens de kandidatuur van Rishi Sunak.
Op 14 oktober 2022 benoemde premier Liz Truss hem tot Chancellor of the Exchequer (minister van Financiën) in haar kabinet. Hunt volgde in die functie Kwasi Kwarteng op, die door Truss was ontslagen nadat een tussentijdse begroting had geleid tot chaos op de financiële markten. Hunt draaide alle maatregelen terug die Kwarteng had aangekondigd, en die de kern hadden gevormd van het economisch beleid van Truss. Dit leidde in het Verenigd Koninkrijk en daarbuiten tot de vraag wie in de praktijk aan het hoofd stond van de Britse regering: Truss of Hunt. Toen Truss op 20 oktober haar ontslag als premier en partijleider aankondigde maakte Hunt bekend geen kandidaat te zijn om haar op te volgen.  In het kabinet van Truss' opvolger Rishi Sunak bleef Hunt Chancellor of the Exchequer.
Bij de Lagerhuisverkiezingen van 4 juli 2024 wist hij met een zeer verkleinde meerderheid zijn zetel te behouden. Hij was enkele maanden lid van het schaduwkabinet onder leiding van Sunak. Na de verkiezing van Kemi Badenoch als nieuwe Conservatieve partijleider koos hij ervoor als backbencher zitting te nemen in het Lagerhuis en geen zitting te nemen in haar schaduwkabinet.

## Politieke standpunten

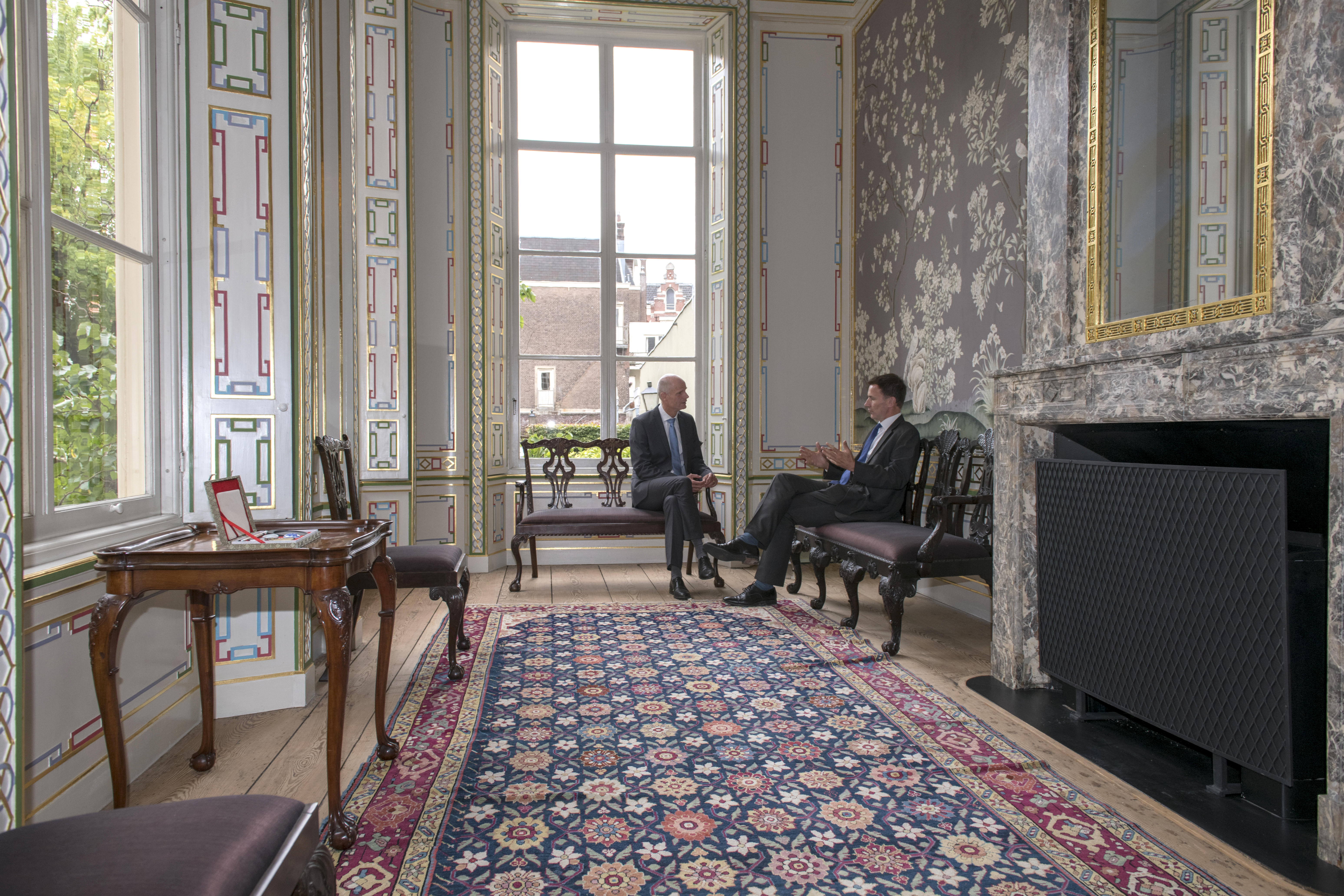
Jeremy Hunt in 2018 als Brits minister van buitenlandse zaken op bezoek bij zijn Nederlandse ambtgenoot Stef Blok.

In de campagne vóór het referendum over het Britse lidmaatschap van de EU in 2016 was Hunt voorstander van voortzetting van het EU-lidmaatschap. Toen duidelijk werd dat het Verenigd Koninkrijk de EU zou verlaten, suggereerde Hunt een tweede referendum over de exacte voorwaarden van het vertrek uit de EU. Tijdens het onderhandelingsproces tussen het Verenigd Koninkrijk en de EU veranderde hij van positie en zei nu Brexit te steunen 'vanwege de arrogantie van de Europese Commissie tijdens de onderhandelingen.'
Hunt wordt gezien als een pragmaticus, zonder een uitgesproken politieke ideologie, en een competent politicus.

## Externe bronnen
- Website Jeremy Hunt
- Profiel Jeremy Hunt op website House of Commons

- Gemeinsame Normdatei: 1162494859
- International Standard Name Identifier: 0000 0000 4390 4043
- Library of Congress Control Number: nb99132793
- Virtual International Authority File: 46260923
- WorldCat: E39PBJwhBH889DRvrjqjr3CPcP